# Juan José Balzi
Juan José Balzi (Buenos Aires, 28 maggio 1933 – San Paolo, 21 settembre 2017) è stato un pittore, disegnatore e pubblicitario argentino naturalizzato italiano stabilitosi in Brasile.
Le sue opere si trovano in musei e in collezioni private e sono anche state esposte alla Biennale di San Paolo del 2002, al Museo di Arte Contemporanea di San Paolo (MAC-SP) ed alla Fondazione Armando Alvares Penteado (FAAP). Balzi ha creato la grafica dell’editrice Nova Alexandria e di varie opere letterarie delle editrici Globo, Abril, Ática, Moderna e Melhoramentos. È autore del libro O Impressionismo (Ática, 1992). Nel 1982, l'allora Direttore del MAC, Wolfgang Pfeiffer, così scriveva su di lui: “La grande forza di compassione e il coinvolgimento sociale, non necessariamente in senso politico, hanno portato Balzi verso una pittura vigorosa, in cui egli mostra ambienti nei quali introduce l'essere umano, arrivando alla dimostrazione del carattere essenziale delle situazioni. In molti casi egli inserisce la figura umana in un isolamento piuttosto espressivo, in scenari carichi di colori scuri. Questi ambienti segnano, anche, lo spirito delle immagini che devono essere contemplate”.

## Biografia
Juan J. Balzi nasce in una famiglia di artisti: Il padre, ex militare, è originario di Pescia, Italia, la madre, di origine spagnola, è pianista e direttrice di un conservatorio musicale; la sorella maggiore è la rinomata pianista e musicologa Beatriz Balzi. Sarà però lo zio, architetto e pittore Vanni Balzi, a spingerlo ad entrare, all'età di 14 anni, all'Academia Nacional de Bellas Artes di Buenos Aires, dove diventerà collega, tra gli altri, di Ricardo Dagá, Rómulo Maccio, Julio Le Parc. Dalla quale uscirà col titolo di Professore di Disegno e Tecnico in Pubblicità Artistica.
Nel 1958, assunto dall'agenzia Grant Advertising come "Art Director", si trasferisce in Brasile. Inizia così una carriera che lo porta a lavorare nelle più conosciute multinazionali di pubblicità fino a diventare "Creative Director" nel 1975, momento in cui decide di abbandonare la pubblicità per dedicarsi esclusivamente alla pittura. Importante in questa decisione, lo stimolo della moglie, Marina Thiel Grillo, con la quale si era sposato a San Paolo. 
Nel 1964, la coppia si trasferisce in Italia. A Milano, presso l'Accademia di Brera, Balzi completa gli studi che gli mancano per convalidare il suo titolo di studio e conosce Carlo Carrà, i cui consigli saranno preziosi per il suo maturamento artistico. Saranno importanti anche i suoi incontri con Salvador Dalì a Barcellona, città in cui la famiglia Balzi risiede dal 1968 al 1987. Questo è il periodo di maggiore attività artistica. In cui realizza innumerevoli esposizioni e partecipa a diversi eventi, tra i quali, il 1º Congresso degli Artisti Latinoamericani, tenutosi presso la Galleria Gaudí, probabilmente il più importante.
Nel 1987, Balzi torna in Brasile e si dedica alla realizzazione di laboratori di pittura e graffiti per adolescenti bisognosi dell'ABC Paolista (città satelliti di San Paolo). Il Risultato di questa esperienza si concretizza nel libro Meninos de Arte, lanciato dalla casa editrice Nova Alexandria, nel quale mostra che è possibile fare arte con pochissime risorse, a patto di avere l’elemento principale, l’ispirazione. Oltre al recupero estetico di vari centri comunitari della grande ABC e del riscatto culturale e morale di centinaia di giovani, lavorare con loro influenza enormemente il modo in cui Balzi interviene nelle immagini dei media, dando origine ad un concetto che lui stesso chiama “pichação gráfica”.
Balzi è autore di circa 500 pitture ad olio ed innumerevoli disegni. Altrettanto feconda è la sua attività di illustratore: a Barcellona illustrerà tutte le opere di Baltasar Gracián, José Martí e Domingos Facundo Sarmiento e, tornato a San Paolo, illustrerà circa 50 libri per case editrici di San Paolo. L’illustre critico Santos Torroella dice di Balzi: “È pittore notevole, nella cui opera risulta evidente quel fare facile, risolto con efficacia e semplicità che denota sempre un ampio e fruttuoso apprendistato. I suoi olii sono splendidi, in colorazioni sciolte che rispondono ad una visione molto pittorica. Non da meno sono i suoi disegni, con tratti molto sensibili, tecnicamente perfetti”.

## Cronologia
- 1933 - nasce a Buenos Aires.
- 1947 - entra nella Academia Nacional de Bellas Artes.
- 1956 - si diploma con i titoli di professore di disegno e tecnico in pubblicità artistica.
- 1958 - viene assunto dalla Grant Advertising per l’agenzia in Brasile e divide la sua attività di pittore con quella di pubblicitario. Realizza un grande pannello murale per il governo di Rio Grande do sul.
- 1961 - Si sposa con Marina Thiel Grillo. La natura e il clima del Brasile influenzano fortemente la sua pittura che evolve in una specie di fauvisme.
- 1964 - la coppia si trasferisce a Milano. Balzi ottiene la cittadinanza italiana e frequenta Carlo Carrà e altri artisti dell’epoca.
- 1965 - nasce sua figlia Silvia.
- 1966 - si trasferisce a Madrid.
- 1968 - si trasferisce a Barcellona, dove nasce il figlio Mario. La sua pittura evolve in una specie di espressionismo metafisico.
- 1970 - illustra tutte le opere di Baltasar Gracián per la casa editrice Argos Vergara.
- 1971 - partecipa al I congresso di belle arti dell’America Latina presso la Sala Gaudi. Si incontra con Salvador Dalì.
- 1972 - partecipa all’esposizione internazionale in omaggio a Picasso a Vallauris, Francia.
- 1976 - è invitato dalla galleria Gian Ferrari di Milano a partecipare alla “decima biennale di Campione d’Italia”. Espone nella galleria Angel Boscán di Caracas, Venezuela.
- 1979 - illustra i romanzi “Facundo” e "Recuerdos de Provincia" di Domingo F. Sarmiento e tutte le opere di José Martí. Ottiene il diploma della Accademia di Brera. Abilitato dall’Università di Bologna, assume le cattedre di educazione artistica e di disegno e storia dell’arte nel liceo italiano di Barcellona.
- 1980 - partecipa all’esposizione inaugurale del MAC di Nicaragua.
- 1981 - assiste, come professore invitato, al simposio sulle nuove tecniche di pittura murale della libera università europea a Montefiore Conca, Italia.
- 1982 - in collaborazione con lo scultore Vicente Mir, presenta le 50 opere del progetto scultopittura nella galleria Fontana D’Or di Gerona, Spagna. Espone al MAC di San Paolo.
- 1987 - partecipa all’esposizione Nuovi Espressionisti Spagnoli, a New York. Si trasferisce in Brasile.
- 1988 - il Clube de Criação di San Paolo realizza una grande mostra delle sue illustrazioni.
- 1989-1991 - tiene corsi post-laurea in storia dell’arte e metodologia di insegnamento dell’arte presso la FAAP. Assieme a sua sorella Beatriz, presenta un informativo al congresso di educazione artistica di L’Avana, Cuba. Tiene diversi corsi di storia dell’arte per la Secretaria Municipal de Cultura, Instituto Italiano de Cultura, Aliança Francesa, Fundação Ioschpe e varie altre istituzioni. Il museo di arte brasiliana e l’Instituto Italiano de Cultura organizzano, presso la FAAP, una grande esposizione retrospettiva della sua opera.
- 1992 - l’ambasciata di Spagna realizza un’esposizione della sua opera in occasione del quinto centenario della scoperta dell’America. L’editrice Ática pubblica il suo corso O Impressionismo.
- 1993 - partecipa ad una mostra nel Paço Municipal di Santo André.
- 1994-1997 - realizza laboratori di pittura e graffiti con ragazzi di strada e grafiteiros per la Segreteria di Stato della cultura, basati nel suo progetto immagini di 3ª generazione (intervento gestuale su immagini di media).
- 1998 - le sue opere vengono esibite nel museo statale di Tübingen (Germania), nell’esposizione intitolata “Balzi e os Meninos de arte”. Partecipa alla I SP Arte, esposizione di apertura della XXV biennale di San Paolo.
- 1998-2004 - realizza laboratori di pittura e graffiti per adolescenti bisognosi in sei centri del Comune di Santo André. Nella sua pittura si alternano momenti di estremo radicalismo gestuale con altri di totale abbandono ad una fruizione meramente pittorica.
- 2004 - muore sua moglie Marina.
- 2005 - partecipa all’esposizione “Transeuntes” presso il MAC di San Paolo.
- 2010 - sviluppa un corso di pittura per le Faculdades Claretianas di insegnamento a distanza e la sua opera “Meninos de arte”, una dettagliata metodologia di arte-educazione, pubblicata dall’editrice Nova Alexandria. Entrambi i lavori compongono un esteso e profondo trattato sul pensiero artistico di Balzi.
- 2013 - realizza l’esposizione “Balzi e os Meninos de arte” presso il centro culturale Cervantes di San Paolo.
- 2015 - è omaggiato da Presença da América Latina - PAL con il premio Destaques Personalidades Inmigrantes Latinos en Arte.
- 2017 - partecipa alla seconda biennale internazionale d’arte di Gaia (Portogallo) su invito dell’artista Fernando Durão. Muore a San Paolo il 21 settembre all’età di 84 anni. In novembre, presso l’Istituto Cervantes di San Paolo, si tiene la mostra “Balzi, os anos de Barcelona: 1967-1987”.